# 2,6-Diaminotoluol
2,6-Diaminotoluol ist eine chemische Verbindung aus der Gruppe der Aminobenzole.

## Gewinnung und Darstellung
2,6-Diaminotoluol kann durch katalytische Reduktion von Dinitrotoluolen und anschließende durch Isolierung des 2,6-Isomers aus dem Isomerengemisch gewonnen werden.

## Eigenschaften
2,6-Diaminotoluol ist ein brennbarer grauer schuppiger Feststoff mit schwachem Geruch, der löslich in Wasser ist. Er zersetzt sich bei Erhitzung. Seine wässrige Lösung reagiert alkalisch.

## Verwendung
2,6-Diaminotoluol wird als Zwischenprodukt bei der Herstellung von Toluylendiisocyanat, Farbstoffen und anderen chemischen Produkten eingesetzt.